# Doloclanes alticola
Doloclanes alticola är en nattsländeart som beskrevs av Banks 1937. Doloclanes alticola ingår i släktet Doloclanes och familjen stengömmenattsländor. Inga underarter finns listade i Catalogue of Life.